# Spiritchaser
Spiritchaser es el séptimo álbum de estudio de Dead Can Dance, y el último antes de Brendan Perry y Lisa Gerrard se separaron. Se expande en su exploración de música mundial, y como  Into the Labyrinth , fue grabado en Quivvy Church, el estudio personal de Perry en Irlanda.
El álbum fue dedicado al difunto hermano de Lisa Gerrard, Mark Gerrard.
La canción "Indus" contiene una melodía que es muy similar a la de "Within You Without You", una canción de los [Beatles] que George Harrison escribió y grabó con músicos indios en 1967. Aunque no fue deliberado, se pidió a Perry y Gerrard que se pusieran en contacto con Harrison para pedirle permiso para usarlo; se lo concedió, pero la compañía discográfica insistió en que le otorgaran un crédito de composición parcial en "Indus".

## Canciones
1. "Nierika" – 5:44
2. "Song of the Stars" – 10:13
3. "Indus" – 9:23
4. "Song of the Dispossessed" – 4:55
5. "Dedicacé Outò" – 1:14
6. "The Snake and the Moon" – 6:11
7. "Song of the Nile" – 8:00
8. "Devorzhum" – 6:13

## Historial de lanzamientos
| Country       | Date                |
| ------------- | ------------------- |
| Australia     | 3 de junio de 1996  |
| United States | 25 de junio de 1996 |

## Personal
Personnel adapted from Spiritchaser liner notes.
Dead Can Dance
- Lisa Gerrard – voces, instrumentación, producción
- Brendan Perry – voces, instrumentación, producción

personal adicional
- Robert Perry – percusión (tracks 1 and 5)
- Lance Hogan – percusión (tracks 1 and 5)
- Peter Ulrich – percusión (tracks 1 and 5)
- Rónán Ó Snodaigh – percusión (tracks 1 and 5)
- Renaud Pion – Clarinete turco (track 3)
- Klaus Vormehr – ingeniería (tracks 1 and 5)

## Externos externos
- Spiritchaser at Dead-Can-Dance.com
- Spiritchaser Lyrics at Dead-Can-Dance.com

- Datos: Q375329